# Mouvement populaire russe d'espéranto
Le Mouvement populaire russe d'espéranto (en espéranto : Popola Rusia Esperanto-Movado ; en russe : Народное Российское Эсперанто-Движение) ou PREM est l'aile politiquement active du mouvement espérantiste russe. Il fut fondé le 1er février 1997 lors d'une conférence ayant lieu dans le cadre du Congrès Russe d'espéranto (Rusia Esperanto-Kongreso ou REK) à Moscou. Le choix du nom n'est pas un hasard, le PREM a pour but de faire pression sur des journalistes, des politiciens, des activistes sociaux, etc. pour qu'ils agissent favorablement envers l'espéranto et son application afin d'améliorer la démocratie, le respect des droits de l'homme et le statut social des travailleurs.